# Сігірія
7°57′25″ пн. ш. 80°45′35″ сх. д. / 7.95694° пн. ш. 80.75972° сх. д.

Скеля Сігірія та залишки архітектурно-ландшафтного комплексу

Трон короля Кашапи

Сігірія (синг. සීගිරිය, там. சிகிரியா, у перекладі «Скеля Лева») — стародавня кам'яна фортеця і палац, побудовані на гранітній 183-метровій скелі, що оточена залишками унікального архітектурно-ландшафтного комплексу, створеному в п'ятому столітті нашої ери. Сігірія також славиться своїм стародавнім живописом (фресками), які нагадують печери Аджанта (Індія). Розташована в центральній частині Шрі-Ланки в районі Матале. Фортеця, сади та палац Сігірія були побудовані під час правління короля Кашапи (477 — 495 роки нашої ери).

## Розташування і основні відомості
Одна з основних визначних пам'яток Шрі-Ланки, знаходиться за 169 км від Коломбо. Зручно розташована посередині між іншими культурно-туристичними центрами острову (Канді, Анурадхапура і Полонарува). 1982 року Сігірія включена до Списку об'єктів світової спадщини ЮНЕСКО. Сігірія — найцінніше надбання Шрі-Ланки, і уряд всіляко його оберігає.
Назва походить від сингальського «Сінха-Гирі», тобто Левова Скеля.
Скеля Сігірія — потужне формування з магми згаслого вулкана, що довго руйнується. Скеля підноситься високо над навколишньою рівниною, видимої на безліч кілометрів у всіх напрямках. Скеля спирається на крутий насип, який різко піднімається над плоскою навколишньою рівниною. Висота скелі — 370 метрів над рівнем моря.
Навколо Сігірії розташований парк з алеями і ставками, що займає 130 гектарів. Він на багато століть старший не лише за французький Версаль, але і знамений Ангкор в Камбоджі. Сади Сігірії є центральною частиною цієї місцевості, оскільки це одні з самих упорядкованих давніх садів у світі. Сади розділені на три окремі ділянки: водні сади, сади з каменів, і сади-тераси. Вода до басейнів, фонтанів і ставків надходила по підземних водоводах.
Парк переходить в руїни стародавнього міста, а на скелі височіє неприступна фортеця, що має назву Фортеця в Небесах. Всередині фортеці знаходився королівський палац і кілька водних садів. Фрагменти древнього палацу і фортеці, побудованих Кашапою, збереглися на вершині пагорбу до наших днів. Чудово зберігся величезний королівський трон. Попри вік, деякі рішення будівельників палацу все ще вражають своєю винахідливістю — вирубані в скелі цистерни для зберігання води все ще накопичують і утримують у собі воду, а рови і стіни навколо палацу все ще витончені і красиві.
На середній терасі знаходився вхід до фортеці через Левові ворота. Величезний лев, вирубаний в скелі, через пащу якого йшла дорога, був зруйнований, але за збереженими великими кам'яними лапами лева все ще можна судити про його пишність. На цьому ж рівні знаходиться галерея, на стінах якої було зображено 500 прекрасних напіводягнених жінок, чиє волосся і тіла прикрашені коштовностями, а в руках вони тримають квіти. На жаль, уціліло лише 18 фресок, але вони чудово збереглися. Нижче стояв ще один палац, а навколо скелі на кілька сотень метрів простягався ландшафт, створений руками людини — сади, тераси, рови і стіни. Попри солідний вік і століття занепаду, залишки палацу та околиці все ще вишукано красиві.
Зараз тут проводяться реставраційні роботи.

## Історія
У 1831 році загін з 78 шотландців під командуванням майора Джонатана Форбса наткнувся на Сігірію, повертаючись з поїздки. Сігірія привернула увагу антикварів, а потім і археологів. Археологічні роботи тут вперше почалися в 1894 р., коли дослідник Белл розпочав розчищати ліс і перші розкопки, а потім провів широке дослідження місцевості навколо Сігірії. Масштабні ж дослідження почалися в 1982 році, їх розпочав уряд Шрі-Ланки.
Найперші свідоцтва людської присутності в Сігірії було знайдено в гірському притулку Алігала в східній частині скелі. Ці знахідки свідчать, що область була заселена майже п'ять тисяч років тому під час мезоліту. Протягом третього століття до нашої ери тут знаходилися гірські притулки-печери, влаштовані буддистськими ченцями. Ці будівлі були побудовані між третім століттям до нашої ери і першим століттям нашої ери.
Король Кашапа побудував фортецю в 5 столітті для того, щоб сховатися від переслідувань свого брата. Кашапа зібрав у себе в королівстві найкращих архітекторів, і вони створили для нього чудове місто, навколо якого цвіли чудові сади і красувалися незвичайні, на ті часи, фонтани.
Стародавній історик в хроніці Махавамса розповідає, що Кашапа, старший син короля Датусени, зненавидів батька після того, як Датусена вирішив призначити своїм наступником молодшого сина на ім'я Могаллана, тому що Кашапа був сином наложниці, а Могаллана — сином королеви. Кашапа здійняв повстання, кинув батька до в'язниці, а потім наказав убити його. Могаллана, в жаху від злодіянь брата, втік до Індії, присягнувшись помститися. Щоб убезпечити себе, Кашапа вирішив збудувати свій палац у абсолютно неприступному місці. Майже 20 років Кашапа насолоджувався життям в прекрасній Сігірії, але одного разу його брат, який зібрав армію, повернувся, щоб повернути свій трон. Невідомо, чим обернулася б битва, адже Кашапа теж не сидів склавши руки всі ці роки, якщо б не бойовий слон короля. Слон захотів напитися і попрямував до найближчого ставка. Армія, побачивши що покидає поле бою командувача, вирішив, що король рятується втечею і розбіглася. Залишившись наодинці, Кашапа в розпачі кинувся на меч. Могаллана знищив палац Кашапи, і, взявши владу в свої руки, повернув до Сігірії монастир і відновив столицю в Анурадхапурі, де і влаштувався.
За іншою версією за 18 років правління з вершини скелі Кашапа уявив себе господарем всесвіту. Впевнений у своїй силі, він послав звістку братові, що повернувся з Індії з військом, що хоче битися з ним на рівнині. Але рішення було прийнято невдало. У розпал битви слон Кашапи рушив до найближчого ставка напитися води. Армія вирішила, що король рятується втечею і почала відступати. Залишившись один, Кашапа перерізав собі горло.
Існує й інша думка про те що в Сігірії ніколи не було королівського палацу і фортеці, а лише монастир, яким опікувався Кашапа, час від часу відвідуючи його.
Після смерті короля Кашапи, печерний монастир працював приблизно до 14-го століття, а потім він був покинутий. Після цього ніяких згадок про Сігірію не було виявлено до сімнадцятого століття, коли ця місцевість стала Королівством Канді. Коли правління Канді скінчилося, Левова скеля знову втратила своє значення.
Написи Сігірії були розшифровані археологом Сенаратом Паранавітаною в його роботі, виданій в Оксфорді. Він також написав популярну книгу «Історія Сігірії».

## Фрески

Фреска з зображенням танцівниць

На скелі збереглася частина галереї з фресками, які розташовані на оштукатуреній скельній стіні природного хмарочосу короля Кашапи. Знамениті фрески із зображенням сігірійських красунь — апсар, ще частково збереглися, є однією з нерозгаданих і великих таємниць творіння мистецтва давнини. Зроблені на основі яєчного білка та вапна з медом диких бджіл, фрески зберегли свої яскраві кольори. З 500 фресок збереглися тільки 18. За однією з версій, деякі фрески були знищені буддійськими монахами, коли палац знову став монастирем, щоб вони не заважали медитації. Древній храм на вершині скелі являв собою гігантську картинну галерею, фрески покривали більшу частину західного схилу скелі, займаючи область у 140 метрів завдовжки і 40 метрів заввишки. Більшість з фресок Сігірії загублені назавжди, але стиль цього живопису вважається унікальним і неповторним, вони являють собою справжній шедевр декоративного і портретного мистецтва світового значення.
Фрески, які немовби ширяють у повітрі, зображують натуральної величини процесію принцес, дам палацу або танцівниць. Чоловічих портретів тут нема, лише жіночі. Моделі були обрані за їхню рідкісну красу. Лише кольорові пов'язки на стегнах покривають напівоголені тіла спокусниць, чиї пишні бюсти і вузькі талії і зараз можуть забезпечити їм перші місця на будь-якому конкурсі краси. Огороджувальна стінка навпроти фресок рясніла пізнішими написами сингальскою мовою, що вихваляють красу молодих жінок. Більшість віршів залишено відвідувачами в період з VII по XI століття. Один чоловік дивувався, як це король Кашапа зважився виставити напоказ своїх найдорожчий подруг. І тільки одна глядачка тієї далекої пори написала критичний відгук: «Зображення юної жінки з очима лані на гірському схилі викликає в мені обурення. Вона тримає в руці намисто і всім своїм виглядом кидає нам виклик». У графіті є посилання на 500 дам з цих картин.
Дві юні красуні тримають у руці квіти лотосу, а другою рукою чи то розправляють, чи то обривають пелюстки. Інші несуть великі букети яскравих квітів на тацях. Шкіра у всіх світла, профілі майже грецькі, хоча розріз очей швидше східний. Стрункі постаті, граціозні вигини тонких рук, довгі пальці з вузькими нігтями, дорогоцінні прикраси і пишні високі зачіски видають представниць знаті. Про це говорить і загальна для всіх них риса, всі красуні — довговухі. Продірявлені мочки вух сильно розтягнуті, і в отвори вставлені великі диски, так що вуха звисають майже до плечей.
Крім вишуканих намист і браслетів, у кожної красуні розкішний, весь у коштовних каменях головний убір. Яскраві самоцвіти, такі, як червоний агат і зелений нефрит, у майстерно виконаній золотій оправі символізують сонце і квіти лотосу.
Хоча фрески класифікуються періодом Анурадхапура, стиль живопису вважається унікальним, лінії і композиція картин відрізняються від картин Анурадхапура. Лінії пофарбовані в такій формі, яка підсилює почуття об'ємності фігур. Фарба наносилася широкими рухами, із більшим тиском на один бік, даючи ефект глибокого колірного тону відносно краю. Інші картини періоду Анурадхапура містять аналогічні підходи до живопису, але не мають поверхневих ліній стилю Сігірії.

## Пам'ятки
Про існування фортеці європейцям стало відомо лише в 1907 році, коли британський дослідник Джон Стіл описав «величезну картинну галерею» Сігірія — «можливо, найбільшу картину у світі». Йдеться про дзеркальну залу, колись облицьовану порцеляною, з численними фресками, які простягаються на 140 метрів в довжину і 40 метрів у висоту. Улюблений мотив сігірійского стінопису — оголені жінки-танцівниці.
Водні сади можна побачити в центральній частині західної ділянки. Три основних сади знаходяться тут. Перший сад складається з острова, оточеного водою. Він пов'язаний з основною територією чотирма мостовими, зі шлюзами вбудованими в кожну дамбу. Цей сад побудований відповідно до давніх садових форм, відомих як char bhag, і є однією з найстаріших моделей цієї форми, збереглися.
Від гігантської висіченої у скелі фігури лева, паща якого колись служила входом у фортецю, вціліли лише лапи.
Знаменитою частиною Сігірії є дзеркальна стіна, яка розташована вздовж галереї фресок. Спочатку ця стіна була так добре відполірована, що король міг бачити себе, поки йшов поруч з нею. Стіна зроблена з особливої порцеляни, і частково покрита віршами, накиданими відвідувачами Левиної скелі. Найдавніші з віршів Сігірія датуються 8-м сторіччям. Безліч відвідувачів писали на стіні про любов, іронії та різні події.
Сяючі тіла їхні місяцю подібні… 
Мандрівниці на холодному вітрі.
 Чи він їх не здуне? 
Ні, він їх утримує там, 
Де вони народжені.
Ці слова були написані кимось на стіні приблизно в VII—XI століттях.
Пізніше розпис стін був заборонений.

### Планування
На рівнині внизу, розширюючись на схід і захід, розташовані два укріплених району, 90 і 40 гектарів. Довкола самої скелі — оточена стіною цитадель або внутрішня королівська зона, що покриває територію приблизно в 15 гектарів. Цей захист непостійний, і більш-менш визначає зовнішні межі схилів пагорбу біля основи скелі.
Усипаний валунами схил був перетворений на низку терас, сформувавши терасові сади навколо скелі. Цитадель також включає печери і скельні проходи, які власне і формують унікальну архітектуру кам'яних садів на заході та сході від цитаделі.
Область на заході від цитаделі являє собою симетрично-спланований королівський парк або сад задоволень зі складними водонапірними структурами, каналами та наземними і підземними гідравлічними системами. Парк оточений трьома валами і двома ровами, що формують прямокутник, внутрішні розміри якого — 900 на 800 метрів.
На схід від цитаделі розташована східна зона або старе місто прямокутної форми, що тягнеться приблизно на 700 метрів зі сходу на захід і на 500 метрів з півночі на південь, з високим глиняним валом, воротами та залишками рову. Найімовірніше, у минулому це являло собою церемоніальну зону без постійних елементів крім великого центрального павільйону, встановленого на довгому, низькому скельному виступі.
Найвіддаленіша ділянка комплексу Сігірія сьогодні сильно зруйнована залишкова глиняна набережна, що визначає ступінь все ще недостатньо дослідженого східного житлового району або зовнішнього міста. Це прямокутня ділянка розміром 1 на 1,5 км, з двома східними воротами, приміськими будівлями вздовж північних стін, і великим штучним озером Сігірія на півдні.
Серед найчудовіших аспектів міського облаштування Сігірії — засноване на математичних розрахунках планування і абсолютна ясність проєкту. План міста оснований на точному квадратному модулі. Всі будівлі та споруди розташовані строго в співвідношенні з центром координат — палацовим комплексом на вершині скелі. Східні і західні входи чітко відповідають осі схід-захід.
Королівські водні сади, рови й вали західної зони засновані на плані луни, або дзеркала, який дублює розташування з обох сторін між північчю і півднем зі сходу на захід. У своїй повній концепції Сігірія являє собою блискучу комбінацію симетрії та асиметрії в блоці геометричного планування та природної форми.

## Галерея

### Сади та рів

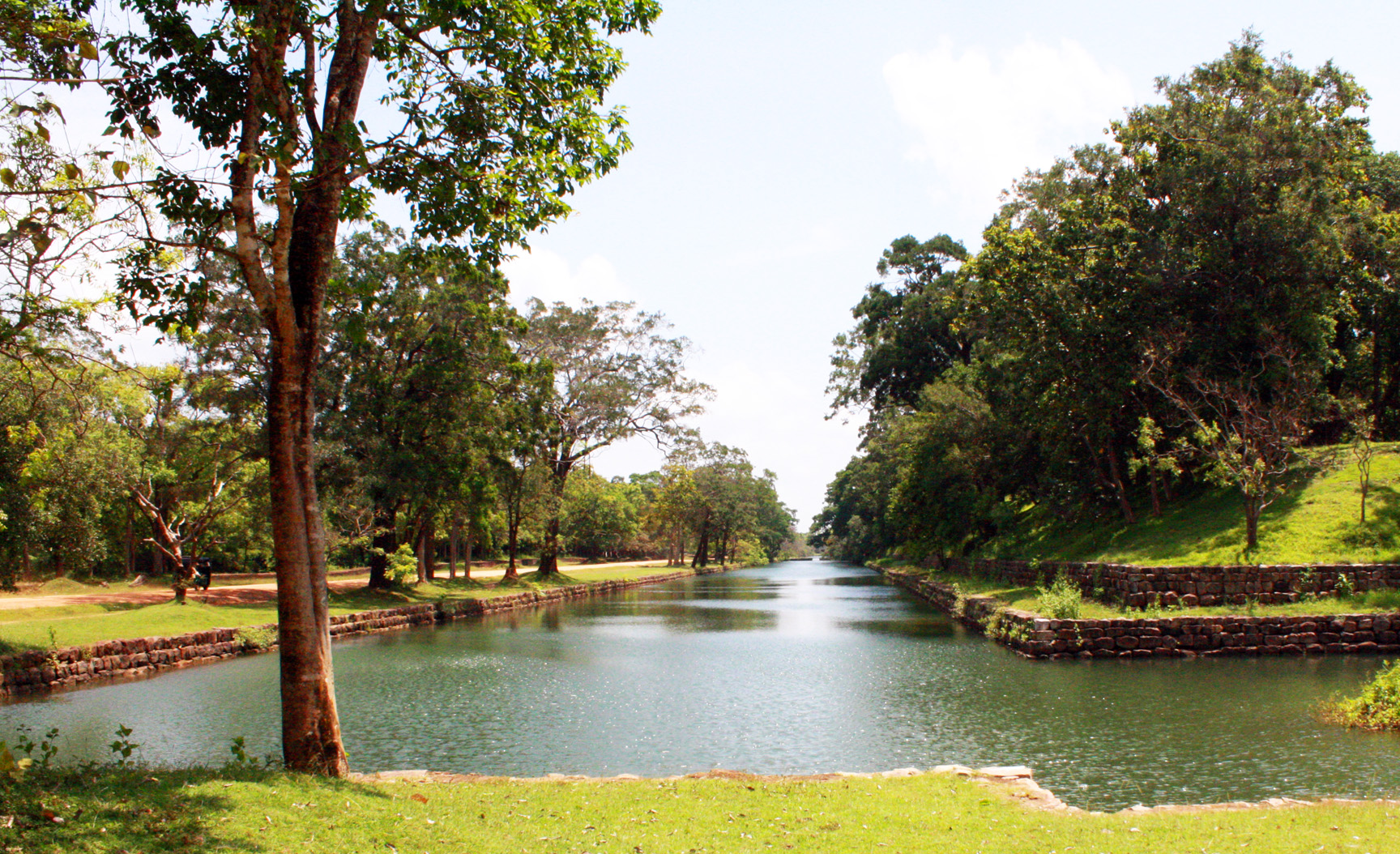
Обводний канал периметром парку Сігірія
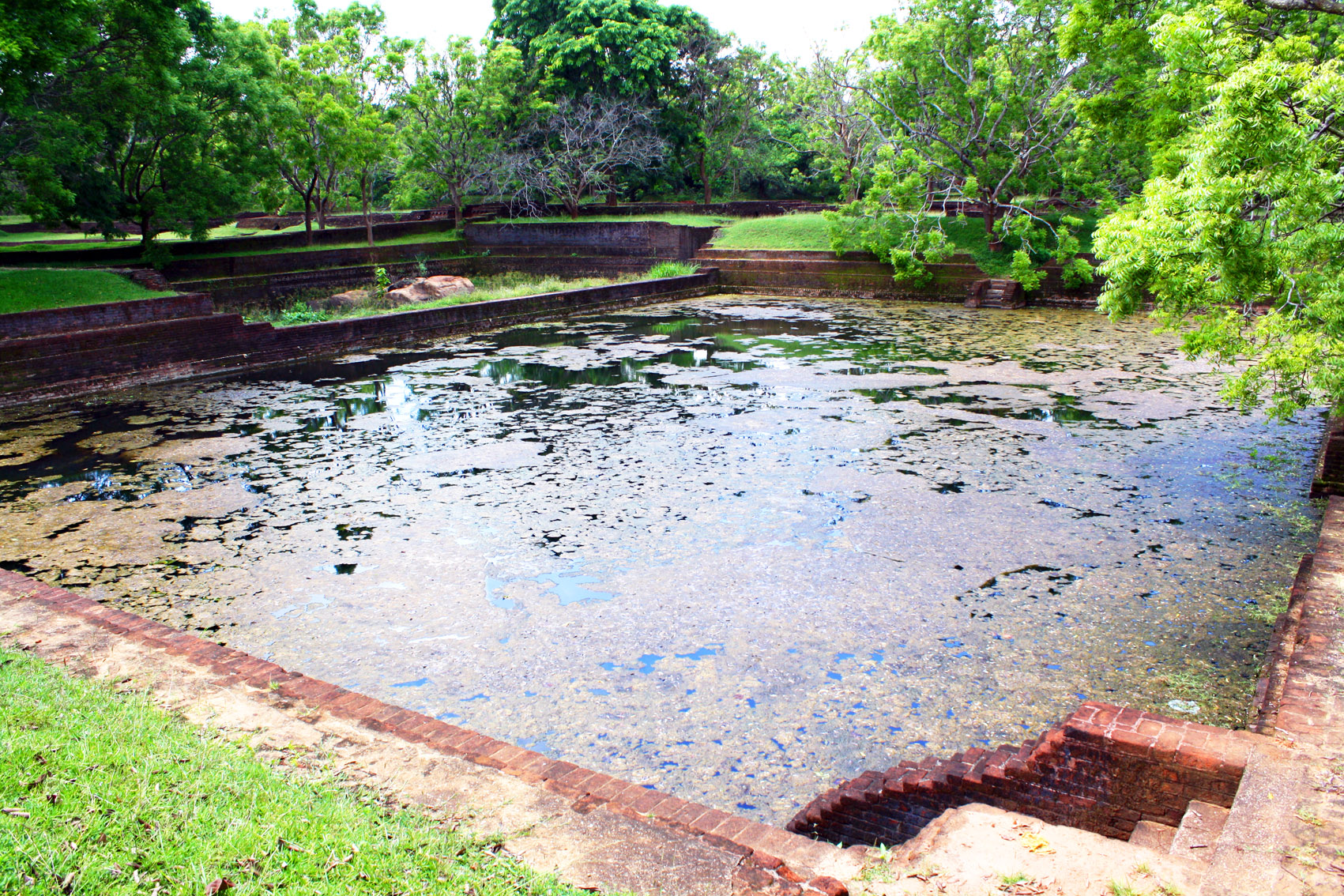
Басейн
Сад
Залишки садів Сігірії
Стіна з цегли в садах Сігірії (Sigiriya)
В садах Сігірії

### Фрески

Фреска
Залишки фресок
Залишки фресок Сігірії
Залишки фресок Сігірії
Залишки фресок Сігірії
Залишки фресок Сігірії
Залишки фресок Сігірії